# Grand Cornier
Der Grand Cornier ist ein 3962 m ü. M. hoher Berg in den Walliser Alpen im Kanton Wallis in der Schweiz. 

## Besteigungsgeschichte
Die Erstbesteigung fand am 16. Juni 1865 durch Edward Whymper, Christian Almer, Michel Croz und Franz Biner statt.

Der Normalweg führt von der Cabane de Moiry bei Grimentz über den spaltenreichen Moirygletscher zuerst nach Süden auf den Vorgipfel (3843 m) und am Schluss über den Nordwestgrat in kurzer Kletterei (III -IV) zum Gipfel. Der Vorgipfel ist normalerweise auch der Endpunkt einer Skibesteigung.
Am Fuss des Grand Cornier, am Ferpècle- und am Mont-Miné-Gletscher, entspringt die Borgne de Ferpècle.

## Lage
| \| \| |
|       |

 
 
 
 

Lage des Grand Corniers in den Walliser Alpen (links)
und in den Alpen (rechts).